# 60 Tauri
60 Tauri, eller V775 Tauri, är en roterande variabel av Alfa2 Canum Venaticorum-typ (ACV) i Oxens stjärnbild.
60 Tau har visuell magnitud +5,72 och varierar med 0,01 magnituder och en period av 1,0718 dygn.